# Lagfranska

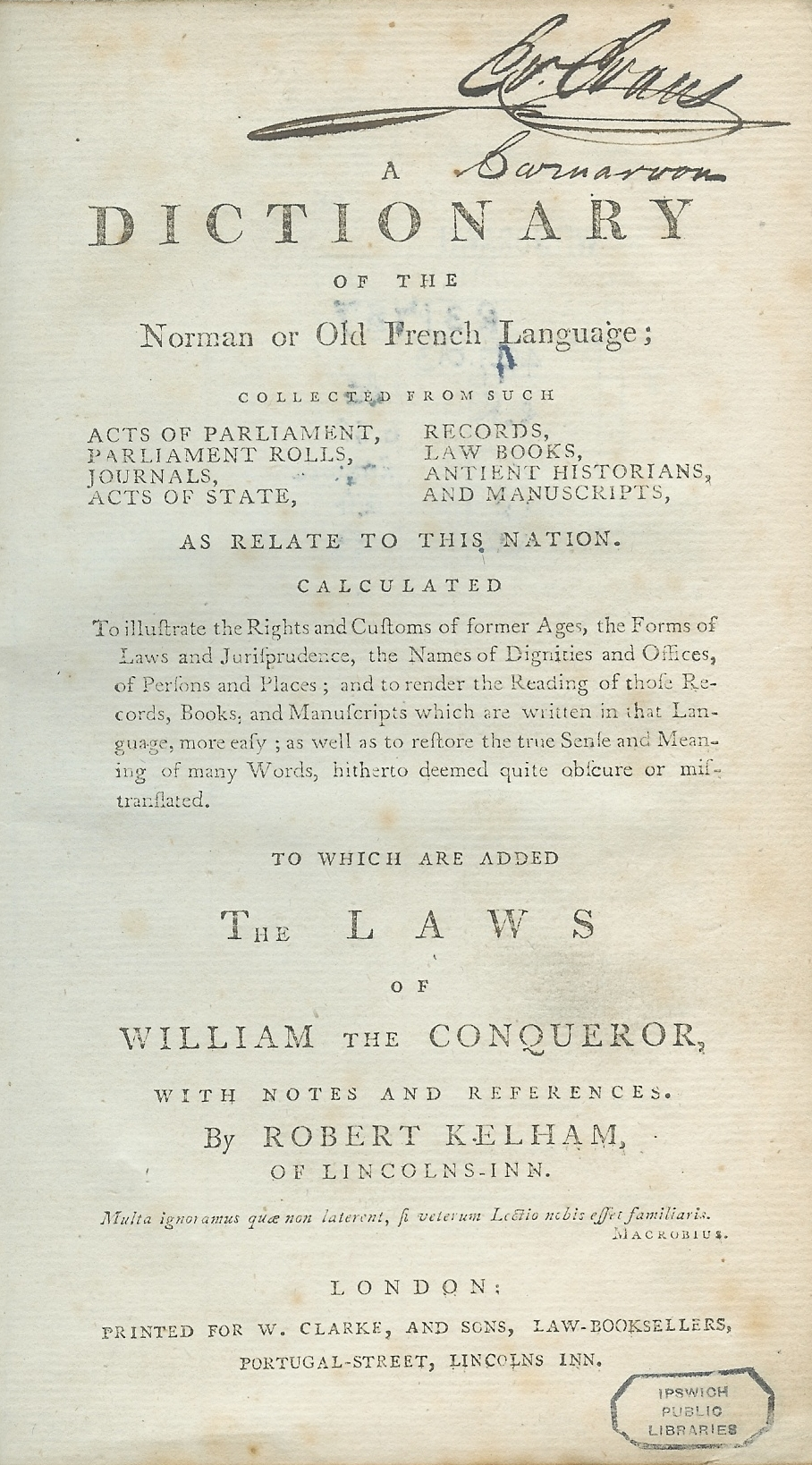
Kelham's Dictionary of the Norman or Old French Language (1779), ordbok för lagfranska.

Lagfranska (engelska: Law French) är ett språk som har använts inom engelsk rätt.

## Utvecklingen av lagfranska
Det anglo-normandiska språket utvecklades som en följd av normandernas erövring av England 1066 under ledning av Vilhelm Erövraren. Landets nya härskare kom därvid att tala ett annat språk än dess invånare, och detta kom att utgöra bakgrunden till utvecklingen av anglo-normandiska till ett speciellt språk, vilket slutligen enbart hade relevans inom det engelska rättsväsendet i den form som kom att kallas lagfranska, på engelska Law French.
Lagfranska baseras på den medeltida normandiskan, även om inslag även finns från francien, den medeltida dialekten av franska, vilken talades i Paris. Språket kom att få sin speciella karaktär av att det utvecklades i ett språkområde där fornengelska dialekter talades av angler och saxare, och dessa utgjorde den dominerade majoriteten av den stat som normanderna hade erövrat. 
Anglo-normandiska är benämningen på det blandspråk som kom att talas av den normandiska överklassen, och som starkt kom att influera medelengelskans utveckling.
Lagfranska kan således ses som ett juridiskt fackspråk som bygger på anglo-normandiskan. Då lagfranska användes inom rättsväsendet förlorade det emellertid inte sin praktiska relevans då användningen av anglo-normandiskan kom att upphöra, och det kan fortfarande, i viss utsträckning, vara av betydelse inom engelsk rätt.

## Lagfranska i medeltida engelsk rätt
Före normandernas erövring av England bestod dess rätt av ett flertal olika sedvanerätter. Normanderna, som blev den nya överklassen, hade att döma på dess grund. De kom därvid att sammanjämka dessa lokala sedvanerätter till vad som kom att bli en gemensam common law, som en följd av de prejudikat som då uppkom i samband med rättstillämpningen. 
Då domstolsförhandlingarna fördes på lagfranska fram till 1362 var detta en betydande olägenhet eftersom endast mycket få personer kunde detta språk. Detta kan ha bidragit till att den praktiska juridiken kom att professionaliseras i England, då även i övrigt resursstarka personer inte själva var i stånd att föra sin egen talan på lagfranska. Det var dock endast i domstolar som tillämpade Common Law som använde lagfranska, domstolar som avgjorde fall som prövades på grundval av billighetsrätt använde sig av det mer allmänt kända latinet.

## Sentida betydelse av lagfranska inom engelsk rätt
Ett exempel på betydelsen av lagfranska i samband med modern rättstillämpning utgör rättegången mot Roger Casement. Rättsfrågan i det målet utgjordes av hur en lag från 1351 skulle tolkas språkligt. Överhusets tolkning av denna lag innebar att den tilltalade fälldes, och det har sagts att Casement blev "hanged on a comma" 1916.